# 双新街道
双新街道，是中华人民共和国天津市津南区下辖的一个乡镇级行政单位，从双港镇析出。

## 行政区划
双新街道下辖一个虚拟社区，即新家园虚拟社区。

## 资料来源
中华人民共和国国家统计局